# Селецьке (заказник)

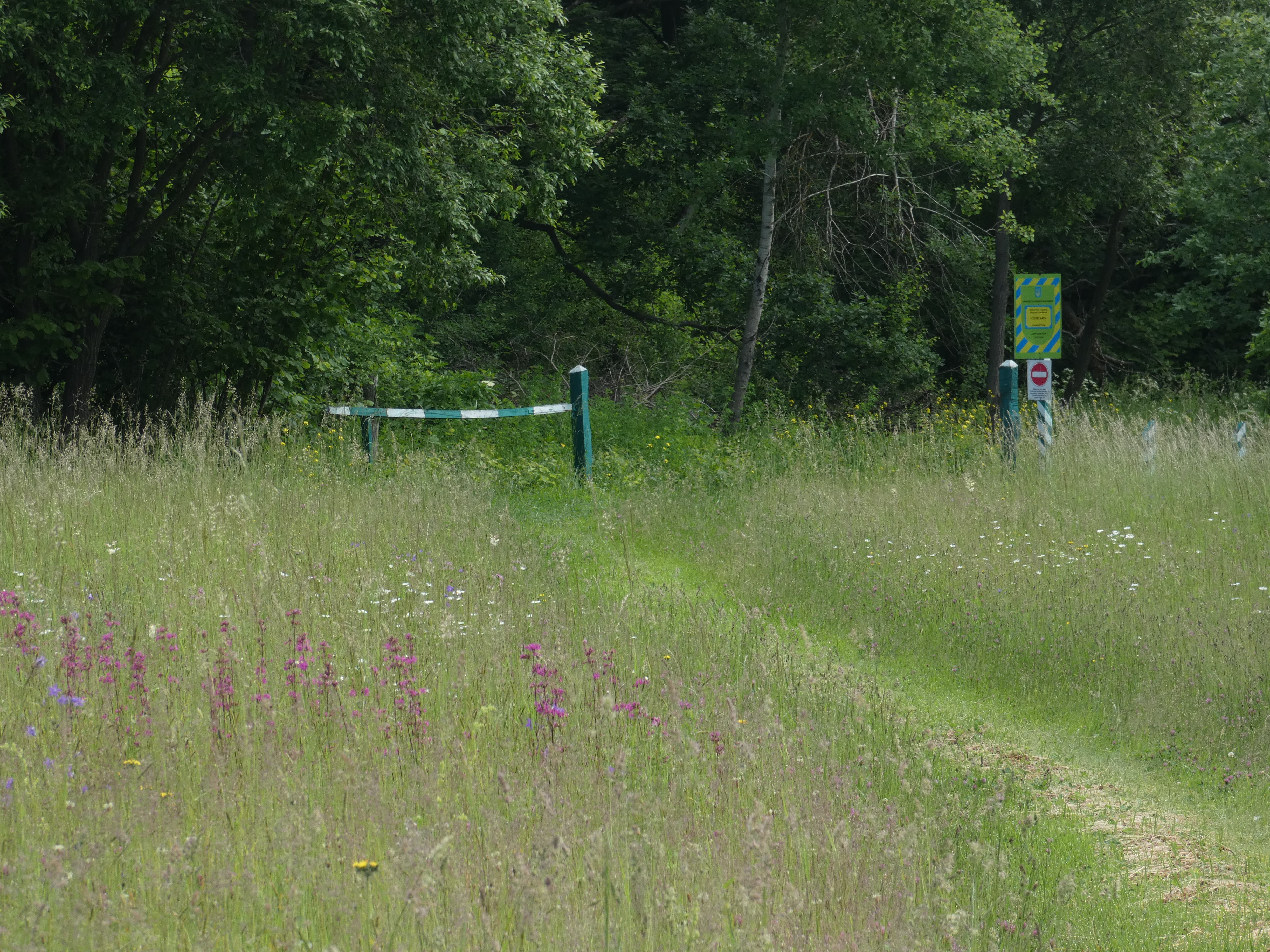
Селецьке (заказник)

Селе́цьке — ботанічний заказник місцевого значення в Україні. Розташований у межах Чернігівського району Чернігівської області, на південний схід від села Пенязівка.
Площа 310 га. Статус присвоєно згідно з рішенням Чернігівського облвиконкому від 28.08.1989 року № 164; рішення від 31.07.1991 року № 159; рішення Чернігівської облради від 21.03.1995 року. Перебуває у віданні ДП «Чернігівське лісове господарство» (Дроздівське л-во, кв. 10-12).
Статус присвоєно для збереження лісового масиву з цінними насадженнями дуба; у домішку береза, осика, вільха.

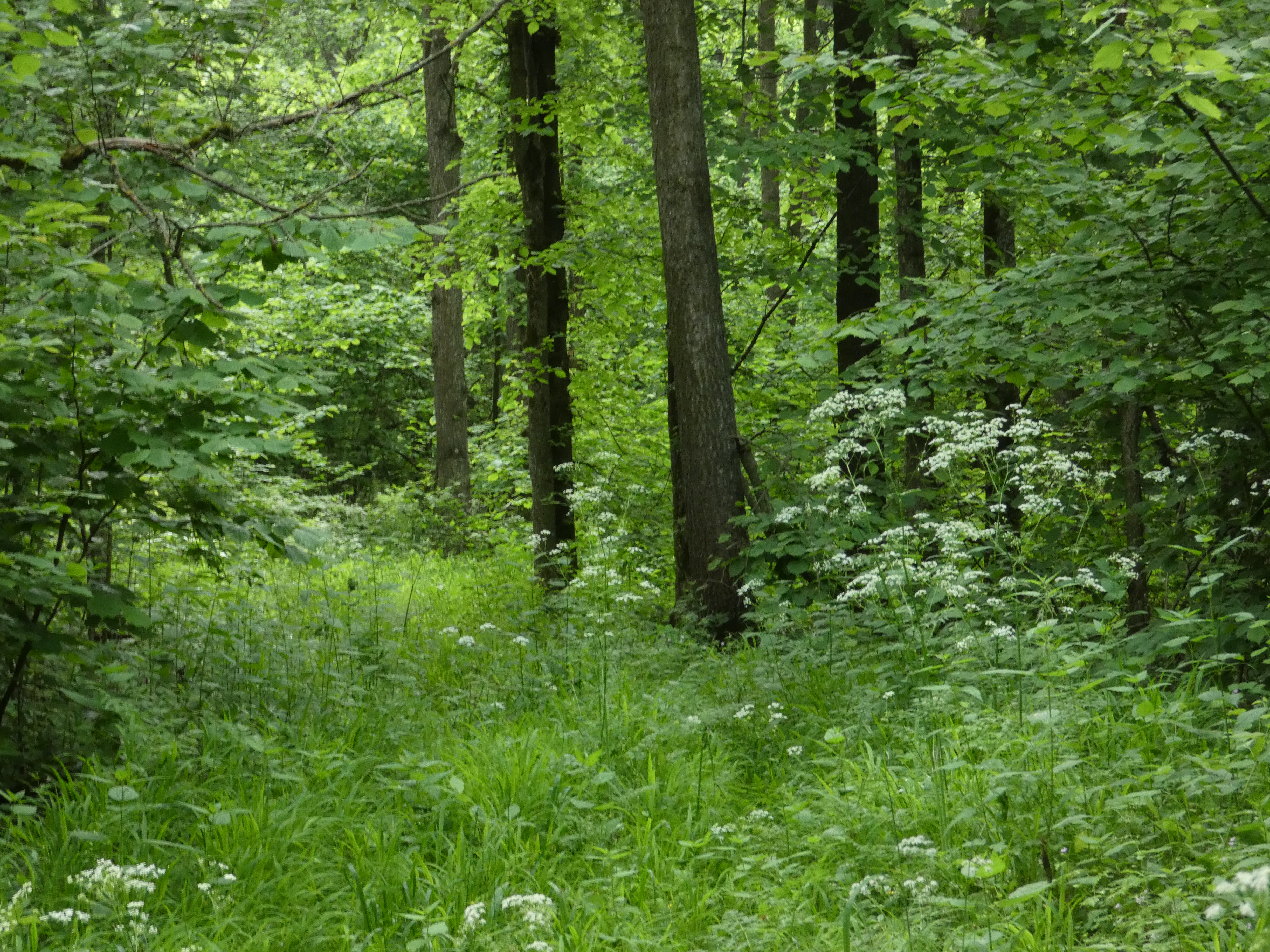
Селецьке (заказник)

На території заказника розташовані 2 ботанічні пам'ятки природи — «Гульбище-І» та «Гульбище-II».